# Jungiella prikryli
Jungiella prikryli är en tvåvingeart som beskrevs av Jezek 1999. Jungiella prikryli ingår i släktet Jungiella och familjen fjärilsmyggor. Inga underarter finns listade i Catalogue of Life.